# Netelia capensis
Netelia capensis là một loài tò vò trong họ Ichneumonidae.